# 安德烈·扎利兹尼亞克
安德烈·阿納托利耶維奇·扎利兹尼亞克（俄语：Андре́й Анато́льевич Зализня́к，羅馬化：Andrey Anatol'yevich Zaliznyak，發音：[zəlʲɪˈzʲnʲak]；1935年4月29日—2017年12月24日），蘇聯和俄羅斯語言學家，歷史語言學、重音學、方言學和語法的專家。語言學博士（1965年，在捍衛他的候選人論文時）。扎利兹尼亞克在晚年十分關注語言學的普及與反對偽科學。